# Liên minh Kiến quốc Độc lập Đài Loan

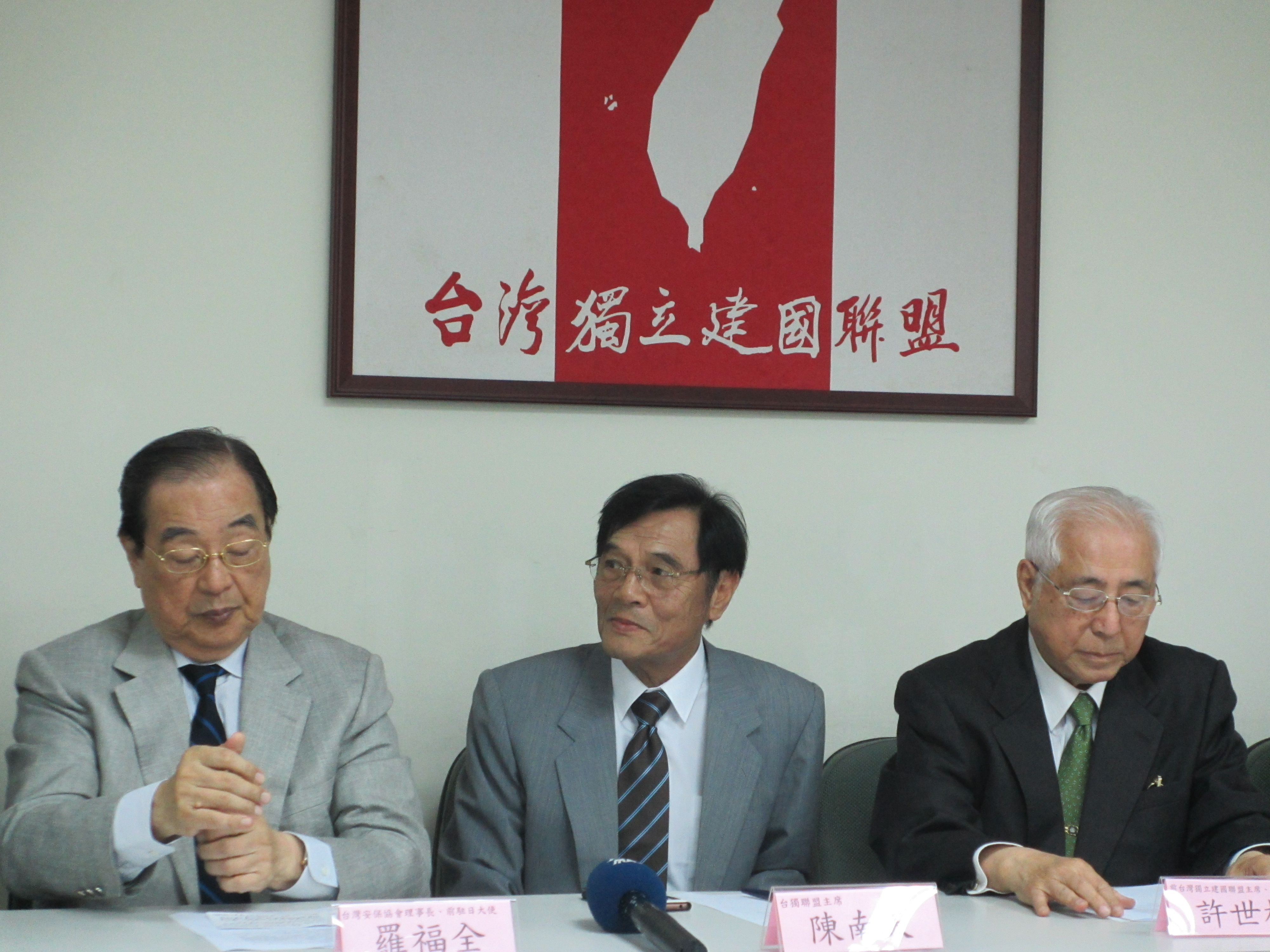
Các lãnh đạo Liên minh Đài độc: La Phúc Toàn (trái), Trần Nam Thiên (giữa), Hứa Thế Giai (phải), trong một buổi họp báo

Liên minh Kiến quốc Độc lập Đài Loan (tiếng Trung: 台灣獨立建國聯盟, Đài Loan Độc lập Kiến quốc Liên minh, tên tiếng Anh: World United Formosans for Independence, viết tắt WUFI), thường được gọi tắt là Liên minh Đài độc hay Độc Minh, là một tổ chức chính trị vận động thúc đẩy nền độc lập của Đài Loan. Thành lập vào năm 1970 từ liên minh các tổ chức vận động cho Phong trào độc lập Đài Loan tại hải ngoại ở Canada, Mỹ, Nhật Bản, Châu Âu và phong trào quốc nội Đài Loan, mục tiêu của tổ chức này là thay đổi vị thế chính trị Đài Loan, hình thành một chính thể và gia nhập Liên Hợp Quốc với tư cách là một quốc gia Cộng hòa Đài Loan độc lập.

## Hình thành
Nhà hoạt động ủng hộ độc lập Ng Chiau-tong, người từng là Chủ tịch của WUFI từ năm 1995 đến năm 2011, đã chết tại văn phòng do các biến chứng của phẫu thuật vào ngày 17 tháng 11 năm 2011 